# Anolesie
Anolesie (biał. Ганалес, ros. Гонолес) – wieś na Białorusi, w obwodzie mińskim, w rejonie mińskim, w sielsowiecie Zdanowicza. Leży nad zbiornikiem zasławskim.